# ماركو أنطونيو غارسيا أيالا
ماركو أنطونيو غارسيا أيالا هو سياسي مكسيكي، ولد في 24 أغسطس 1962 في مكسيكالي في المكسيك. نشط حزبياً في الحزب الثوري المؤسساتي. وقد انتخب عضو مجلس النواب المكسيك ‏ عن دائرة first plurinominal electoral region of Mexico ‏ وقد انضم خلال فترته النيابية ‏ (1 سبتمبر 2015 – 31 أغسطس 2018) للكتلة البرلمانية الحزب الثوري المؤسساتي.